# Schweinchen Dick/Filmografie
Dies ist eine Liste der verschiedenen Schweinchen-Dick-Zeichentrickfilme.

## Kurzfilme
Insgesamt sind 174 Kurzfilme mit Schweinchen Dick gelistet, wobei einer ein Propagandafilm ist, der nicht aus den Looney-Tunes- und Merrie-Melodies-Reihen stammt. Von den Kurzfilmen der beiden Reihen wurden 166 von 1935 bis 1966 im goldenen Zeitalter des US-amerikanischen Zeichentrickfilms veröffentlicht. Diese bestehen aus 156 regulären Filmen mit Schweinchen Dick und 10 Filmen, in denen es nur einen Kurzauftritt hat. Nach dem goldenen Zeitalter des US-amerikanischen Zeichentrickfilms wurden weitere 7 Kurzfilme mit Schweinchen Dick produziert, von denen vier innerhalb verschiedener Fernsehspecials erschienen (darunter ein Kurzauftritt) und zwei lediglich Kurzauftritte Schweinchen Dicks beinhalten.
| Erstausstrahlung (USA)                         | Deutscher Titel                       | Originaltitel                                    | Bekannte Charaktere | LT/MM   | Regie                                           | Anmerkungen |
| ---------------------------------------------- | ------------------------------------- | ------------------------------------------------ | --- | ------- | ----------------------------------------------- | --- |
| 2. Mär. 1935                                   | Hut ab!                               | I Haven’t Got a Hat                              | Beans, Ham & Ex, Little Kitty, Oliver Owl | MM      | Friz Freleng                                    | |
| 8. Juni 1935                                   | –                                     | Into Your Dance                                  | – | MM      | Friz Freleng                                    | |
| 13. Juli 1935 (14. Mär. 1953*)                 | –                                     | The Country Mouse/ Country Mouse*                | Kurzauftritt: Beans | MM*     | Friz Freleng                                    | Kurzauftritt; ältester Cartoon der Blue-Ribbon-Veröffentlichungen |
| 19. Okt. 1935                                  | Hollywood Kapriolen                   | Hollywood Capers                                 | Beans, Little Kitty, Oliver Owl, verschiedene | LT      | Jack King                                       | s/w; Kurzauftritt; dt. Alternativtitel: Ausflug nach Hollywood |
| 2. Nov. 1935                                   | –                                     | Gold Diggers of ’49                              | Beans, Little Kitty, Oliver Owl (Titelkarte) | LT      | Tex Avery                                       | s/w – 1995 koloriert |
| 18. Jan. 1936                                  | –                                     | Alpine Antics                                    | Beans, Kurzauftritt: Little Kitty | LT      | Jack King                                       | s/w – 1995 koloriert |
| 29. Feb. 1936                                  | Im Schützengraben                     | Boom Boom                                        | Beans | LT      | Jack King                                       | s/w – 1992 koloriert |
| 4. Apr. 1936                                   | –                                     | The Blow Out                                     | – | LT      | Tex Avery                                       | s/w – 1995 koloriert |
| 25. Apr. 1936                                  | –                                     | Westward Whoa                                    | Beans, Ham & Ex, Little Kitty | LT      | Jack King                                       | s/w – 1992 koloriert |
| 30. Apr. 1936                                  | –                                     | Plane Dippy                                      | Little Kitty, Oliver Owl, Kurzauftritt: Beans | LT      | Tex Avery                                       | s/w – 1968 und 1992 koloriert |
| 23. Mai 1936                                   | –                                     | Fish Tales                                       | – | LT      | Jack King                                       | s/w – 1968 und 1992 koloriert |
| 20. Juni 1936                                  | –                                     | Shanghaied Shipmates                             | – | LT      | Jack King                                       | s/w – 1995 koloriert |
| 11. Juli 1936                                  | –                                     | Porky’s Pet                                      | – | LT      | Jack King                                       | s/w – 1995 koloriert |
| 1. Aug. 1936                                   | –                                     | Porky the Rain-Maker                             | Phineas Pig | LT      | Tex Avery                                       | s/w – 1968 und 1992 koloriert |
| 22. Aug. 1936                                  | –                                     | Porky’s Poultry Plant                            | – | LT      | Frank Tashlin                                   | s/w – 1968 und 1995 koloriert |
| 12. Sep. 1936                                  | –                                     | Porky’s Moving Day                               | – | LT      | Jack King                                       | s/w – 1968 und 1992 koloriert |
| 3. Okt. 1936                                   | –                                     | Milk and Money                                   | Phineas Pig | LT      | Tex Avery                                       | s/w – 1995 koloriert |
| 10. Okt. 1936                                  | Sportsfreunde                         | Boulevardier from the Bronx                      | Emily the Chicken | MM      | Friz Freleng                                    | Kurzauftritt |
| 14. Nov. 1936                                  | –                                     | Little Beau Porky                                | – | LT      | Frank Tashlin                                   | s/w – 1968 und 1992 koloriert |
| 5. Dez. 1936                                   | –                                     | The Village Smithy                               | – | LT      | Tex Avery                                       | s/w – 1968 und 1995 koloriert |
| 19. Dez. 1936                                  | –                                     | Porky in the North Woods                         | – | LT      | Frank Tashlin                                   | s/w – 1995 koloriert |
| 2. Jan. 1937 (2. Apr. 1949*)                   | Ein ganz harter Bursche               | He Was Her Man                                   | – | MM*     | Friz Freleng                                    | Kurzauftritt |
| 9. Jan. 1937                                   | –                                     | Porky the Wrestler                               | – | LT      | Tex Avery                                       | s/w – 1968 und 1992 koloriert |
| 6. Feb. 1937                                   | Schweinchen Dick’s Straßenrennen      | Porky’s Road Race                                | verschiedene | LT      | Frank Tashlin                                   | s/w – 1968 und 1995 koloriert |
| 27. Feb. 1937                                  | –                                     | Picador Porky                                    | – | LT      | Tex Avery                                       | s/w – 1968 und 1992 koloriert |
| 3. Apr. 1937                                   | Verliebt, verlobt, vergiss es         | Porky’s Romance                                  | Petunia Pig | LT      | Frank Tashlin                                   | s/w – 1968 und 1995 koloriert |
| 17. Apr. 1937                                  | –                                     | Porky’s Duck Hunt                                | Daffy Duck | LT      | Tex Avery                                       | s/w – 1968 und 1990 koloriert; erstmals mit einem dünneren Schweinchen Dick |
| 15. Mai 1937                                   | –                                     | Porky and Gabby                                  | Gabby Goat | LT      | Ub Iwerks                                       | s/w – 1968 und 1992 koloriert |
| 19. Juni 1937                                  | –                                     | Porky’s Building                                 | – | LT      | Frank Tashlin                                   | s/w – 1995 koloriert |
| 3. Juli 1937                                   | –                                     | Porky’s Super Service                            | – | LT      | Ub Iwerks                                       | s/w – 1968 und 1995 koloriert |
| 24. Juli 1937                                  | –                                     | Porky’s Badtime Story                            | Gabby Goat | LT      | Robert Clampett                                 | Farb-Remake: Aufstehen ist schwer (OT: Tick Tock Tuckered, 1944); s/w – 1968 und 1992 koloriert                                                                                        |
| 7. Aug. 1937                                   | Schweinchen Dicks Eisenbahn (K)       | Porky’s Railroad                                 | – | LT      | Frank Tashlin                                   | s/w – 1968 und 1992 koloriert; dt. Alternativtitel: Der Maschinist (K) |
| 28. Aug. 1937                                  | Schneller reich mit Porky Pig (K)     | Get Rich Quick Porky                             | Gabby Goat | LT      | Robert Clampett                                 | s/w – 1968 und 1992 koloriert; dt. Alternativtitel: Schneller reich mit Schweinchen Dick (K); Porky Pig und seine Freunde (K)                                                          |
| 11. Sep. 1937                                  | Der erste Preis (K)                   | Porky’s Garden                                   | – | LT      | Tex Avery                                       | s/w – 1968 und 1992 koloriert |
| 9. Okt. 1937                                   | –                                     | Rover’s Rival                                    | – | LT      | Robert Clampett                                 | s/w – 1968 und 1995 koloriert |
| 30. Okt. 1937                                  | –                                     | The Case of the Stuttering Pig                   | Petunia Pig | LT      | Frank Tashlin                                   | s/w – 1968 und 1995 koloriert |
| 13. Nov. 1937                                  | –                                     | Porky’s Double Trouble                           | Petunia Pig | LT      | Frank Tashlin                                   | s/w – 1968 und 1995 koloriert |
| 4. Dez. 1937                                   | –                                     | Porky’s Hero Agency                              | – | LT      | Robert Clampett                                 | s/w – 1968 und 1992 koloriert |
| 15. Jan. 1938                                  | –                                     | Porky’s Poppa                                    | Phineas Pig | LT      | Robert Clampett                                 | s/w – 1968 und 1995 koloriert |
| 5. Feb. 1938                                   | –                                     | Porky at the Crocadero                           | – | LT      | Frank Tashlin                                   | s/w – 1995 koloriert |
| 26. Feb. 1938                                  | –                                     | What Price Porky                                 | Daffy Duck | LT      | Robert Clampett                                 | s/w – 1995 koloriert |
| 19. Mär. 1938                                  | –                                     | Porky’s Phoney Express                           | – | LT      | Cal Howard & Cal Dalton                         | s/w – 1968 und 1992 koloriert |
| 16. Apr. 1938                                  | –                                     | Porky’s Five & Ten                               | – | LT      | Robert Clampett                                 | s/w – 1968 und 1992 koloriert |
| 30. Apr. 1938                                  | Porkys Hasenjagd                      | Porky’s Hare Hunt                                | Proto-Bugs-Bunny | LT      | Ben Hardaway & Cal Dalton                       | s/w – 1968 und 1992 koloriert |
| 21. Mai 1938                                   | –                                     | Injun Trouble                                    | – | LT      | Robert Clampett                                 | nicht zu verwechseln mit Injun Trouble aus dem Jahr 1969; Farb-Remake: Die Eroberung des Wilden Westens (OT: Wagon Heels, 1945); s/w – 1968 und 1992 koloriert                         |
| 4. Juni 1938                                   | –                                     | Porky the Fireman                                | – | LT      | Frank Tashlin                                   | s/w – 1968 und 1992 koloriert |
| 25. Juni 1938                                  | Schweinchen Dick’s Geburtstagsparty   | Porky’s Party                                    | – | LT      | Robert Clampett                                 | s/w – 1968 und 1992 koloriert |
| 25. Juli 1938                                  | –                                     | Porky’s Spring Planting                          | – | LT      | Frank Tashlin                                   | Fortsetzung von Der erste Preis (OT: Porky’s Garden, 1937); s/w – 1968 und 1995 koloriert                                                                                              |
| 6. Aug. 1938                                   | Schweinchen Dick und Daffy            | Porky & Daffy                                    | Daffy Duck | LT      | Robert Clampett                                 | s/w – 1968 und 1990 koloriert |
| 27. Aug. 1938                                  | –                                     | Wholly Smoke                                     | – | LT      | Frank Tashlin                                   | s/w – 1968 und 1990 koloriert |
| 24. Sep. 1938                                  | Der Dudel Didel Da Da Do Do           | Porky in Wackyland                               | Yoyo Dodo | LT      | Robert Clampett                                 | Farb-Remake: Das letzte Do-Do (OT: Dough for the Do-Do, 1949); Eintrag in der National Film Registry (2000); s/w – 1995 koloriert                                                      |
| 15. Okt. 1938                                  | –                                     | Porky’s Naughty Nephew                           | Pinky Pig | LT      | Robert Clampett                                 | s/w – 1968 und 1992 koloriert |
| 5. Nov. 1938                                   | Schweinchen Dick in Ägypten           | Porky in Egypt                                   | – | LT      | Robert Clampett                                 | s/w – 1995 koloriert; dt. Alternativtitel: Porky in Egypt |
| 26. Nov. 1938                                  | –                                     | The Daffy Doc                                    | Daffy Duck | LT      | Robert Clampett                                 | s/w – 1968 und 1995 koloriert |
| 17. Dez. 1938                                  | –                                     | Porky the Gob                                    | – | LT      | Ben Hardaway & Cal Dalton                       | s/w – 1968 und 1992 koloriert |
| 7. Jan. 1939                                   | –                                     | The Lone Stranger and Porky                      | – | LT      | Robert Clampett                                 | s/w – 1968 und 1992 koloriert |
| 28. Jan. 1939                                  | –                                     | It’s an Ill Wind                                 | Dizzy Duck | LT      | Ben Hardaway & Cal Dalton                       | s/w – 1968 und 1992 koloriert |
| 18. Feb. 1939                                  | –                                     | Porky’s Tire Trouble                             | – | LT      | Robert Clampett                                 | s/w – 1968 und 1995 koloriert |
| 11. Mär. 1939                                  | –                                     | Porky’s Movie Mystery                            | – | LT      | Robert Clampett                                 | s/w – 1968 und 1990 koloriert |
| 1. Apr. 1939                                   | –                                     | Chicken Jitters                                  | – | LT      | Robert Clampett                                 | s/w – 1968 und 1992 koloriert |
| 22. Apr. 1939                                  | Das große Rennen                      | Porky and Teabiscuit                             | Phineas Pig | LT      | Ben Hardaway & Cal Dalton                       | nicht zu verwechseln mit Das große Rennen aus dem Jahr 1943 (OT: Tortoise Wins by a Hare) oder Das grosse Rennen aus dem Jahr 1965 (OT: The Wild Chase); s/w – 1968 und 1992 koloriert |
| 13. Mai 1939                                   | –                                     | Kristopher Kolumbus Jr.                          | – | LT      | Robert Clampett                                 | s/w – 1968 und 1995 koloriert |
| 3. Juni 1939                                   | –                                     | Polar Pals                                       | – | LT      | Robert Clampett                                 | s/w – 1968 und 1992 koloriert |
| 24. Juni 1939                                  | –                                     | Scalp Trouble                                    | Daffy Duck, Kurzauftritt auf einem Bild: Petunia Pig | LT      | Robert Clampett                                 | Farb-Remake: Angriff im Fort (OT: Slightly Daffy, 1944); s/w – 1968 und 1995 koloriert                                                                                                 |
| 1. Juli 1939 (25. Aug. 1945*) (12. Sep. 1953*) | Glory, Glory Halleluja                | Old Glory                                        | Uncle Sam, verschiedene | MM*     | Chuck Jones                                     | dt. Alternativtitel: Schweinchen Dick trifft Onkel Sam |
| 15. Juli 1939                                  | –                                     | Porky’s Picnic                                   | Petunia Pig, Pinky Pig | LT      | Robert Clampett                                 | s/w – 1968 und 1995 koloriert |
| 5. Aug. 1939                                   | –                                     | Wise Quacks                                      | Daffy Duck | LT      | Robert Clampett                                 | s/w – 1995 koloriert |
| 12. Aug. 1939                                  | Hasenfuss auf Kriegspfad              | Hare-um Scare-um                                 | Proto-Bugs-Bunny | MM      | Ben Hardaway & Cal Dalton                       | Kurzauftritt auf einem Plakat |
| 2. Sep. 1939                                   | –                                     | Porky’s Hotel                                    | Dizzy Duck | LT      | Robert Clampett                                 | s/w – 1968 und 1992 koloriert |
| 23. Sep. 1939                                  | –                                     | Jeepers Creepers                                 | – | LT      | Robert Clampett                                 | s/w – 1968 und 1990 koloriert |
| 7. Okt. 1939                                   | –                                     | Naughty Neighbors                                | Petunia Pig, Kurzauftritte: Daffy Duck, Proto-Bugs-Bunny | LT      | Robert Clampett                                 | s/w – 1968 und 1992 koloriert |
| 4. Nov. 1939                                   | –                                     | Pied Piper Porky                                 | – | LT      | Robert Clampett                                 | s/w – 1968 und 1992 koloriert |
| 18. Nov. 1939                                  | –                                     | Porky the Giant Killer                           | – | LT      | Ben Hardaway & Cal Dalton                       | s/w – 1968 und 1992 koloriert |
| 16. Dez. 1939                                  | Der Film Fan                          | The Film Fan                                     | – | LT      | Robert Clampett                                 | s/w – 1968 und 1992 koloriert |
| 6. Jan. 1940                                   | –                                     | Porky’s Last Stand                               | Daffy Duck | LT      | Robert Clampett                                 | s/w – 1995 koloriert |
| 27. Jan. 1940                                  | –                                     | Africa Squeaks                                   | – | LT      | Robert Clampett                                 | s/w – 1968 und 1992 koloriert |
| 10. Feb. 1940                                  | Abenteuer in der Wüste (K)            | Ali-Baba Bound                                   | – | LT      | Robert Clampett                                 | s/w – 1968 und 1992 koloriert; dt. Alternativtitel: Schweinchen Dick und Ali Baba (K); Ali Baba Sprung (K); Ali Baba’s Räuber (K)                                                      |
| 16. Mär. 1940                                  | –                                     | Pilgrim Porky                                    | – | LT      | Robert Clampett                                 | s/w – 1995 koloriert |
| 13. Apr. 1940                                  | –                                     | Slap Happy Pappy                                 | Jack Bunny | LT      | Robert Clampett                                 | s/w – 1968 und 1995 koloriert |
| 27. Apr. 1940                                  | –                                     | Porky’s Poor Fish                                | – | LT      | Robert Clampett                                 | s/w – 1995 koloriert |
| 18. Mai 1940                                   | Falsches Spiel mit Schweinchen Dick   | You Ought to Be in Pictures                      | Daffy Duck | LT      | Friz Freleng                                    | Hugo-Award-Nominierung (1941); Realfilm/Animationsfilm; s/w – 1995 koloriert |
| 8. Juni 1940                                   | –                                     | The Chewin’ Bruin                                | – | LT      | Robert Clampett                                 | s/w – 1968 und 1992 koloriert |
| 6. Juli 1940                                   | –                                     | Porky’s Baseball Broadcast                       | – | LT      | Friz Freleng                                    | s/w – 1968 und 1995 koloriert |
| 24. Aug. 1940                                  | –                                     | Patient Porky                                    | Kurzauftritt: Proto-Bugs-Bunny | LT      | Robert Clampett                                 | s/w – 1968 und 1992 koloriert |
| 21. Sep. 1940                                  | –                                     | Calling Dr. Porky                                | – | LT      | Friz Freleng                                    | s/w – 1968 und 1992 koloriert |
| 12. Okt. 1940                                  | –                                     | Prehistoric Porky                                | – | LT      | Robert Clampett                                 | s/w – 1968 und 1995 koloriert |
| 2. Nov. 1940                                   | –                                     | The Sour Puss                                    | – | LT      | Robert Clampett                                 | s/w – 1968 und 1995 koloriert |
| 30. Nov. 1940                                  | Der Fuchs im Hühnerstall (K)          | Porky’s Hired Hand                               | – | LT      | Friz Freleng                                    | s/w – 1968 und 1992 koloriert |
| 21. Dez. 1940                                  | Porky Pig Der Stierkämpfer (K)        | The Timid Toreador                               | – | LT      | Robert Clampett & Norm McCabe                   | s/w – 1968 und 1992 koloriert |
| 11. Jan. 1941                                  | –                                     | Porky’s Snooze Reel                              | – | LT      | Robert Clampett & Norm McCabe                   | s/w – 1968 und 1995 koloriert |
| 29. Mär. 1941                                  | Meister Faulpelz (K)                  | Porky’s Bear Facts                               | – | LT      | Friz Freleng                                    | s/w – 1968 und 1990 koloriert; dt. Alternativtitel: Porky Bär’s Tatsachen (K) |
| 12. Apr. 1941 (31. Dez. 1949*)                 | –                                     | Toy Trouble                                      | Sniffles, Bookworm | MM*     | Chuck Jones                                     | Kurzauftritt als Spielzeugfiguren |
| 19. Apr. 1941                                  | –                                     | Porky’s Preview                                  | – | LT      | Tex Avery                                       | s/w – 1992 koloriert |
| 10. Mai 1941                                   | Porkys Ameise (K)                     | Porky’s Ant                                      | – | LT      | Chuck Jones                                     | s/w – 1968 und 1992 koloriert |
| 7. Juni 1941                                   | –                                     | A Coy Decoy                                      | Daffy Duck | LT      | Robert Clampett                                 | s/w – 1968 und 1990 koloriert |
| 21. Juni 1941                                  | Porkys bestes Pferd im Stall (K)      | Porky’s Prize Pony                               | – | LT      | Chuck Jones                                     | s/w – 1968 und 1992 koloriert |
| 5. Juli 1941                                   | –                                     | Meet John Doughboy                               | – | LT      | Robert Clampett                                 | Propagandafilm; s/w – 1992 koloriert |
| 9. Aug. 1941                                   | Wir, die Tiere, quieken! (K)          | We, the Animals – Squeak!                        | – | LT      | Robert Clampett                                 | s/w – 1968 und 1992 koloriert; dt. Alternativtitel: Das tierische Gequietsche (K) |
| 30. Aug. 1941                                  | Der Pantoffelheld (K)                 | The Henpecked Duck                               | Daffy Duck | LT      | Robert Clampett                                 | s/w – 1968 und 1992 koloriert; dt. Alternativtitel: Daffy Duck, der Pantoffelheld (K)                                                                                                  |
| 20. Sep. 1941                                  | Konzert für Katze und Miau (K)        | Notes to You                                     | – | LT      | Friz Freleng                                    | Farb-Remake: Konzertanter Katzenjammer (OT: Back Alley Oproar, 1948); s/w – 1968 und 1992 koloriert                                                                                    |
| 25. Okt. 1941                                  | Ein Leben wie Robinson (K)            | Robinson Crusoe Jr.                              | – | LT      | Norm McCabe                                     | s/w – 1968 und 1992 koloriert |
| 22. Nov. 1941                                  | Die Kannibalen-Ameise (K)             | Porky’s Midnight Matinee                         | – | LT      | Chuck Jones                                     | s/w – 1968 und 1992 koloriert |
| 27. Dez. 1941                                  | Herrchen gesucht (K)                  | Porky’s Pooch                                    | Proto-Charlie-Dog | LT      | Robert Clampett                                 | s/w – 1968 und 1990 koloriert |
| 17. Jan. 1942                                  | Die lästige Fliege (K)                | Porky’s Pastry Pirates                           | – | LT      | Friz Freleng                                    | s/w – 1992 koloriert |
| 14. Feb. 1942                                  | Schweinchen Dick als Zoowärter (K)    | Who’s Who in the Zoo                             | – | LT      | Norm McCabe                                     | s/w – 1992 koloriert |
| 21. Feb. 1942                                  | –                                     | Porky’s Cafe                                     | Conrad the Cat | LT      | Chuck Jones                                     | s/w – 1968 und 1992 koloriert |
| 2. Apr. 1942                                   | –                                     | Any Bonds Today?                                 | Bugs Bunny, Elmer Fudd | –       | Robert Clampett                                 | Propagandafilm, der während des 2. Weltkriegs dazu benutzt wurde um Kriegsanleihen zu verkaufen                                                                                        |
| 5. Dez. 1942 (28. Jan. 1950*)                  | Porky macht Camping                   | My Favorite Duck                                 | Daffy Duck | LT, MM* | Chuck Jones                                     | |
| 23. Jan. 1943                                  | –                                     | Confusions of a Nutzy Spy                        | – | LT      | Norm McCabe                                     | Propagandafilm; s/w – 1992 koloriert |
| 5. Juni 1943                                   | Yankee Doodle Daffy                   | Yankee Doodle Daffy                              | Daffy Duck, Kurzauftritt auf einem Bild: Bugs Bunny | LT      | Friz Freleng                                    | dt. Alternativtitel: Manager Daffy |
| 17. Juli 1943                                  | Schweinchen im Hotel                  | Porky Pig’s Feat                                 | Daffy Duck, Kurzauftritt: Bugs Bunny | LT      | Frank Tashlin                                   | s/w – 1968 und 1990 koloriert |
| 18. Sep. 1943                                  | Wunderliche Walzerträume              | A Corny Concerto                                 | Daffy Duck, Bugs Bunny, Elmer Fudd | MM      | Robert Clampett                                 | dt. Alternativtitel: Bugs Bunny – Merkwürdiges Konzert (K); Cornys Konzert (K); Konzert mit Hindernissen (K)                                                                           |
| 4. Dez. 1943 (30. Okt. 1948*)                  | Verfloht und zugezeckt                | An Itch in Time                                  | Elmer Fudd, Willoughby the Dog, A. Flea, Kurzauftritt in einem Comic: Bugs Bunny | MM*     | Robert Clampett                                 | Kurzauftritt in einem Comic; dt. Alternativtitel: Es juckt rechtzeitig (K); Der beste Freund des Flohs                                                                                 |
| 12. Feb. 1944                                  | Tom Turk und Daffy                    | Tom Turk and Daffy                               | Daffy Duck | LT      | Chuck Jones                                     | |
| 8. Apr. 1944 (3. Juni 1950*)                   | Aufstehen ist schwer                  | Tick Tock Tuckered                               | Daffy Duck | LT, MM* | Robert Clampett                                 | Farb-Remake von Porky’s Badtime Story (1937) |
| 6. Mai 1944 (12. Feb. 1949*)                   | Schweinchen Dick legt ein Ei          | Swooner Crooner                                  | – | LT, MM* | Frank Tashlin                                   | Oscar-Nominierung (1945); Propagandafilm |
| 27. Mai 1944 (6. Jan. 1951*)                   | Alle meine Entchen                    | Duck Soup to Nuts                                | Daffy Duck | LT, MM* | Friz Freleng                                    | dt. Alternativtitel: Hereingelegt |
| 17. Juni 1944 (14. Okt. 1950*)                 | Angriff im Fort                       | Slightly Daffy                                   | Daffy Duck | MM*     | Friz Freleng                                    | Farb-Remake von Scalp Trouble (1939) |
| 15. Juli 1944                                  | Bereit zum Kampf                      | Brother Brat                                     | – | LT      | Frank Tashlin                                   | dt. Alternativtitel: Schweinchen Dick zieht in den Krieg |
| 24. Feb. 1945 (5. Aug. 1950*)                  | Schweinchen Dick und der Mäuseschreck | Trap Happy Porky                                 | Claude Cat, Hubie & Bertie | LT, MM* | Chuck Jones                                     | dt. Alternativtitel: Schweinchen Dick auf Mäusejagd (Dux) |
| 28. Juli 1945                                  | Die Eroberung des Wilden Westens      | Wagon Heels                                      | – | MM      | Robert Clampett                                 | Farb-Remake von Injun Trouble (1938) |
| 16. Mär. 1946 (14. Juni 1952*)                 | Da brat mir einer einen Storch        | Baby Bottleneck                                  | Daffy Duck, Betrunkener Storch, Kurzauftritt: Tweety | LT, MM* | Robert Clampett                                 | dt. Alternativtitel: Baby Engpass; Baby-Engpass; Baby-Engpaß |
| 6. Apr. 1946 (11. Okt 1952*)                   | Der Fanatiker                         | Daffy Doodles                                    | Daffy Duck, Kurzauftritt auf einem Bild: Bugs Bunny | LT, MM* | Robert McKimson                                 | |
| 8. Juni 1946                                   | Alles für die Katz                    | Kitty Kornered                                   | Sylvester | LT      | Robert Clampett                                 | nicht zu verwechseln mit Alles für die Katz aus dem Jahr 1948 (OT: Kit for Cat); dt. Alternativtitel: Miezekatzen vom Mars; Porky (K)                                                  |
| 20. Juli 1946                                  | Der große Sparschweinraub             | The Great Piggy Bank Robbery                     | Daffy Duck | LT      | Robert Clampett                                 | Kurzauftritt; dt. Alternativtitel: Der grosse Sparschweinchenraub |
| 2. Nov. 1946 (14. Aug. 1954*)                  | Der Katzenschreck                     | Mouse Menace                                     | – | LT, MM* | Arthur Davis                                    | |
| 18. Jan. 1947 (10. Juli 1954*)                 | Grover wird gejagt                    | One Meat Brawl                                   | Barnyard Dawg | MM*     | Robert McKimson                                 | |
| 4. Okt. 1947 (4. Aug. 1956*)                   | Herrchen gesucht                      | Little Orphan Airedale                           | Charlie Dog | LT, MM* | Chuck Jones                                     | |
| 6. Mär. 1948                                   | Ein Zimmer mit Daffy                  | Daffy Duck Slept Here                            | Daffy Duck | MM      | Robert McKimson                                 | dt. Alternativtitel: Schweinchen Dicks schlaflose Nacht (Dux); Schlaf, Entchen, Schlaf!                                                                                                |
| 1. Mai 1948                                    | Schweinchen Dick im Goldrausch        | Nothing but the Tooth                            | – | MM      | Arthur Davis                                    | |
| 11. Sep. 1948 (1957–58*)                       | –                                     | The Pest That Came to Dinner                     | – | LT, MM* | Arthur Davis                                    | |
| 27. Nov. 1948                                  | –                                     | Riff Raffy Daffy                                 | Daffy Duck | LT      | Arthur Davis                                    | |
| 18. Dez. 1948 (2. Juni 1956*)                  | Schwein gehabt                        | Scaredy Cat                                      | Sylvester, Mäuse ähnlich Hubie | MM*     | Chuck Jones                                     | dt. Alternativtitel: Angsthase Pfeffernase |
| 29. Jan. 1949 (1957–58*)                       | Ein krummer Hund                      | Awful Orphan                                     | Charlie Dog | MM*     | Chuck Jones                                     | dt. Alternativtitel: Der krumme Hund |
| 12. Feb. 1949                                  | Eile mit Beile                        | Porky Chops                                      | – | LT      | Arthur Davis                                    | dt. Alternativtitel: Eile mit Weile |
| 12. Mär. 1949 (20. Okt. 1956*)                 | –                                     | Paying the Piper                                 | The Supreme Cat | LT, MM* | Robert McKimson                                 | |
| 26. Mär. 1949 (17. Nov. 1956*)                 | Enten-Jäger-Latein                    | Daffy Duck Hunt                                  | Daffy Duck, Barnyard Dawg | LT, MM* | Robert McKimson                                 | dt. Alternativtitel: Jagdsaison; Entenjägerlatein |
| 21. Mai 1949                                   | Vorhang auf                           | Curtain Razor                                    | – | LT      | Friz Freleng                                    | |
| 13. Aug. 1949 (1959–60*)                       | Charly Mc Dog                         | Often an Orphan                                  | Charlie Dog | LT, MM* | Chuck Jones                                     | |
| 2. Sep. 1949 (6. Apr. 1957*)                   | Das letzte Do-Do                      | Dough for the Do-Do                              | Yoyo Dodo | MM*     | Friz Freleng & Robert Clampett (Archivmaterial) | Farb-Remake von Der Dudel Didel Da Da Do Do (OT: Porky in Wackyland, 1938) |
| 21. Okt. 1949 (1961–62*)                       | Leb’ wohl, Blaubart                   | Bye, Bye Bluebeard                               | – | MM*     | Arthur Davis                                    | |
| 28. Jan. 1950 (1958–59*)                       | Wie du mir, so ich dir                | Boobs in the Woods                               | Daffy Duck | LT, MM* | Robert McKimson                                 | dt. Alternativtitel: Wie Du mir, so ich Dir! |
| 4. Mär. 1950 (1957–58*)                        | Das scharlachrote Pumpernickel        | The Scarlet Pumpernickel                         | Daffy Duck, Sylvester, Melissa Duck, Kurzauftritte: Elmer Fudd, Henery Hawk, Mama Bär | LT, MM* | Chuck Jones                                     | dt. Alternativtitel: Der Scharlachrote Pumpernickel |
| 27. Mai 1950 (1958–59*)                        | Ach du dickes Ei                      | An Egg Scramble                                  | Miss Prissy | MM*     | Robert McKimson                                 | nicht zu verwechseln mit Ach, du dickes Ei! aus demselben Jahr (OT: Golden Yeggs); dt. Alternativtitel: Ein Ei für Prissy                                                              |
| 5. Aug. 1950 (1958–59*)                        | Ach, du dickes Ei!                    | Golden Yeggs                                     | Daffy Duck, Rocky | MM*     | Friz Freleng                                    | nicht zu verwechseln mit Ach du dickes Ei aus demselben Jahr (OT: An Egg Scramble); dt. Alternativtitel: Ach du dickes Ei!; Ach du dickes Ei                                           |
| 2. Sep. 1950 (1959–60*)                        | Das Entenquiz                         | The Ducksters                                    | Daffy Duck | LT, MM* | Chuck Jones                                     | |
| 2. Dez. 1950 (1958–59*)                        | –                                     | Dog Collared                                     | – | MM*     | Robert McKimson                                 | |
| 14. Juli 1951 (1960–61*)                       | Porky und die grünen Schuhe           | The Wearing of the Grin                          | – | LT, MM* | Chuck Jones                                     | gesprochener dt. Alternativtitel: Schweinchen Dick und die grünen Schuhe |
| 17. Nov. 1951 (1959–60*)                       | Quakende Colts                        | Drip-Along Daffy                                 | Daffy Duck, Nasty Canasta | MM*     | Chuck Jones                                     | dt. Alternativtitel: Sheriff Daffy |
| 22. Dez. 1951 (1959–60*)                       | –                                     | The Prize Pest                                   | Daffy Duck | LT, MM* | Robert McKimson                                 | |
| 1. Mär. 1952 (1960–61*)                        | –                                     | Thumb Fun                                        | Daffy Duck | LT, MM* | Robert McKimson                                 | |
| 5. Juli 1952 (1960–61*)                        | –                                     | Cracked Quack                                    | Daffy Duck | MM*     | Friz Freleng                                    | |
| 13. Dez. 1952 (1961–62*)                       | Gut versichert                        | Fool Coverage                                    | Daffy Duck | LT, MM* | Robert McKimson                                 | |
| 25. Juli 1953                                  | Astro-Daffy                           | Duck Dodgers in the 24½th Century                | Daffy Duck, Marvin der Marsmensch | MM      | Chuck Jones                                     | Hugo-Award-Nominierung (1954); dt. Alternativtitel: Astro-Duffy |
| 22. Mai 1954                                   | Mäuse im Hotel                        | Claws for Alarm                                  | Sylvester | MM      | Chuck Jones                                     | |
| 27. Nov. 1954                                  | –                                     | My Little Duckaroo                               | Daffy Duck, Nasty Canasta | MM      | Chuck Jones                                     | |
| 6. Aug. 1955                                   | Kurs auf Jupiter                      | Jumpin’ Jupiter                                  | Sylvester, Instant Martians | MM      | Chuck Jones                                     | |
| 3. Sep. 1955                                   | Schweinchen Dick im Grand Hotel (Dux) | Dime to Retire                                   | Daffy Duck | LT      | Robert McKimson                                 | |
| 10. Mär. 1956                                  | Raumpatrouille                        | Rocket Squad                                     | Daffy Duck | MM      | Chuck Jones                                     | dt. Alternativtitel: Das Raketen-Team |
| 29. Sep. 1956                                  | Dorlock Holmes und Mister Watkins     | Deduce, You Say                                  | Daffy Duck | LT      | Chuck Jones                                     | dt. Alternativtitel: Dorlock Holmes und Mr. Watkins; Schweinchen Dick der Meisterdetektiv (S8)                                                                                         |
| 22. Juni 1957                                  | Der Spezialauftrag                    | Boston Quackie                                   | Daffy Duck | LT      | Robert McKimson                                 | |
| 8. Mär. 1958                                   | Robin Hood Daffy                      | Robin Hood Daffy                                 | Daffy Duck | MM      | Chuck Jones                                     | dt. Alternativtitel: Die Ente Robin Hood |
| 14. Feb. 1959                                  | China Jones                           | China Jones                                      | Daffy Duck | LT      | Robert McKimson                                 | dt. Alternativtitel: Schweinchen Dick – Schwein müßte man sein (S8) |
| 23. Sep. 1961                                  | Daffys Saloon                         | Daffy’s Inn Trouble                              | Daffy Duck | LT      | Robert McKimson                                 | dt. Alternativtitel: Konkurrenz belebt das Geschäft; mit Realszene |
| 18. Jan. 1964                                  | Sam + Bunny – Hoch die Pfoten! (S8)   | Dumb Patrol                                      | Bugs Bunny, Yosemite Sam | LT      | Gerry Chiniquy                                  | Kurzauftritt; nicht zu verwechseln mit Dumb Patrol aus dem Jahr 1931 |
| 24. Juli 1965                                  | –                                     | Corn on the Cop                                  | Daffy Duck, Granny | MM      | Irv Spector                                     | |
| 5. Feb. 1966                                   | Von klugen Mäusen und dämlichen Enten | Mucho Locos                                      | Daffy Duck, Speedy Gonzales, Jose & Manuel (als Katzen) | MM      | Robert McKimson                                 | Kurzauftritt |
| 27. Nov. 1979                                  | –                                     | Bugs Bunny’s Christmas Carol                     | Bugs Bunny, Sylvester & Tweety, Yosemite Sam, Kurzauftritte: Elmer Fudd, Foghorn Leghorn, Pepé le Pew | MM      | Friz Freleng                                    | Teil des Specials Bugs Bunny’s Looney Christmas Tales |
| 20. Nov. 1980                                  | Die Rückkehr des Duck Dodgers         | Duck Dodgers and the Return of the 24½th Century | Daffy Duck, Marvin der Marsmensch, Gossamer | MM      | Chuck Jones                                     | Teil des Specials Daffy Duck’s Thanks-for-Giving Special |
| 17. Apr. 1991                                  | –                                     | The William Tell Overture                        | Daffy Duck | MM      | Dan Haskett                                     | Teil des Specials Bugs Bunnys Katastrophen-Overtüre |
| 25. Aug. 1992                                  | –                                     | Invasion of the Bunny Snatchers                  | Daffy Duck, Bugs Bunny, Elmer Fudd, Yosemite Sam | LT      | Greg Ford & Terry Lennon                        | Kurzauftritt (nur am Ende der Solo-Cartoon-Veröffentlichung); Teil des Specials Bugs Bunnys haarsträubende Geschichten                                                                 |
| 25. Aug. 1995                                  | Carrotblanca                          | Carrotblanca                                     | Daffy Duck, Bugs Bunny, Penelope Pussycat, Pepé le Pew, Sylvester & Tweety, Yosemite Sam, Kurzauftritte: Barnyard Dawg, Beaky Buzzard, Elmer Fudd, Foghorn Leghorn, Gossamer, Granny, Miss Prissy, Mugsy, Pete Puma, Sam Sheepdog, Spike & Chester, The Crusher | LT      | Douglas McCarthy                                | Kurzauftritt |
| 23. Aug. 1996                                  | –                                     | Superior Duck                                    | Daffy Duck, Kurzauftritte: Foghorn Leghorn, Marvin der Marsmensch, Road Runner & Wile E. Coyote, Taz, Tweety, Superman | LT      | Chuck Jones                                     | Kurzauftritt |
| 31. Mär. 2004                                  | –                                     | My Generation G… G… Gap                          | – | LT      | Dan Povenmire                                   | |

- LT steht für die Looney-Tunes-Reihe, MM steht für die Merrie-Melodies-Reihe.
- Mit einem Sternchen gekennzeichnete Filme sind als Blue-Ribbon-Versionen wiederveröffentlicht worden. Dadurch wurden einige Looney-Tunes-Cartoons zu Merrie-Melodies-Cartoons.
- s/w steht für Schwarzweißfilm.
- S8 steht für Super-8-Titel.
- Dux steht für Dux-Kino-Titel.
- K steht für Titel von kleineren Labels.

## Kompilationsfilme
- 1979: Bugs Bunnys wilde, verwegene Jagd (The Bugs Bunny/Road-Runner Movie, mit Realszenen)
- 1981: Der total verrückte Bugs Bunny Film (The Looney, Looney, Looney Bugs Bunny Movie, mit Realszenen)
- 1982: Bugs Bunny – Märchen aus 1001 Nacht (Bugs Bunny’s 3rd Movie: 1001 Rabbit Tales)
- 1983: Daffy Ducks fantastische Insel (Daffy Duck’s Movie: Fantastic Island)
- 1988: Daffy Duck’s Quackbusters

## Fernsehserien
- 1972–1973: Schweinchen Dick (The Porky Pig Show, Kompilationsserie, 1964–1967)
- 1983: Mein Name ist Hase (Kompilationsserie)
- 1990–1992: Tiny Toon Abenteuer (Tiny Toon Adventures)
- 1993–1998: Animaniacs
- 2002–2005: Baby Looney Tunes (4 Folgen)
- 2003–2005: Duck Dodgers
- 2005: Bugs Bunny und Looney Tunes (Kompilationsserie)
- 2011–2013: The Looney Tunes Show (42 Folgen)
- 2015–2019: Die neue Looney Tunes Show (New Looney Tunes, 65 Folgen)
- seit 2019: Looney Tunes Cartoons (46 Folgen)

## TV-Specials
Es erschienen zahlreiche Fernsehspecials, die großteils aus alten Kurzfilmen bestehen. Nur Daffy Duck and Porky Pig Meet the Groovie Goolies (1972), Bugs Bunnys Konzert der Tiere (1976), Bugs Bunny am Hofe König Arthurs (1978) und Bugs Bunny’s Looney Christmas Tales (1979) sind originale Zeichentrickproduktionen. In Daffy Duck’s Thanks-for-Giving Special (1980) gab es einen neuen Duck-Dodgers-Kurzfilm zu sehen. Ein weiterer neuer Kurzfilm mit Schweinchen Dick erschienen in dem Special Bugs Bunnys Katastrophen-Overtüre (1991).
- 1972: Daffy Duck and Porky Pig Meet the Groovie Goolies (erste Fernsehproduktion, mit Realszenen)
- 1976: Bugs Bunnys Konzert der Tiere (Carnival of the Animals, mit Realszenen, Kurzauftritt)
- 1977: Bugs Bunny’s Easter Special
- 1977: Bugs Bunny in Space
- 1977: Bugs Bunny’s Howl-oween Special
- 1978: How Bugs Bunny Won the West (mit Realszenen)
- 1978: Bugs Bunny am Hofe König Arthurs (A Connecticut Rabbit in King Arthur’s Court)
- 1979: Bugs Bunny’s Thanksgiving Diet (mit einer Realszene)
- 1979: Bugs Bunny’s Looney Christmas Tales
- 1980: The Bugs Bunny Mystery Special
- 1980: Daffy Duck’s Thanks-for-Giving Special
- 1981: Bugs Bunny: All American Hero
- 1982: Bugs Bunnys verrückte Fernsehwelt (Bugs Bunny’s Mad World of Television)
- 1988: Bugs Bunnys Hitparade (Bugs vs. Daffy: Battle of the Music Video Stars)
- 1991: Bugs Bunnys Katastrophen-Overtüre (Bugs Bunny’s Overtures to Disaster)
- 1991: Bugs Bunnys Mondlaunen (Bugs Bunny’s Lunar Tunes, mit Realszenen)

### Weitere
- 1986: Bugs Bunny/Looney Tunes 50th Anniversary (mit Star-Interviews)
- 1990: Happy Birthday Bugs (Happy Birthday, Bugs!: 50 Looney Years, mit Realszenen und Stars, Kurzauftritt)
- 1990: The Earth Day Special (Realfilm, Kurzauftritt)
- 2002: The 1st 13th Annual Fancy Anvil Awards Show Program Special: Live in Stereo (mit Realszenen und Stars)
- 2003: Cartoon Network’s Funniest Bloopers and Other Embarrassing Moments (mit Realszenen)

## Direct-to-Videos
- 1997: Bugs Bunny’s Silly Seals (Realfilm/Natur-Lehrfilm, Kurzauftritt)
- 1998: Sing-Along – Quest for Camelot
- 1998: Sing-Along – Looney Tunes
- 2003: Looney Tunes: Reality Check (Webtoons-Kompilationsfilm)
- 2003: Looney Tunes: Stranger Than Fiction (Webtoons-Kompilationsfilm)
- 2006: Bah, Humduck! A Looney Tunes Christmas
- 2015: Looney Tunes – Hasenjagd (Looney Tunes: Rabbits Run, Kurzauftritt)

## Realfilme/Animationsfilme
- 1996: Space Jam
- 2003: Looney Tunes: Back in Action (Kurzauftritt)
- 2021: Space Jam: A New Legacy

### Weitere
- 1988: Falsches Spiel mit Roger Rabbit (Who Framed Roger Rabbit, Kurzauftritt)
- 1990: Gremlins 2 – Die Rückkehr der kleinen Monster (Gremlins 2 – The New Batch, Kurzauftritt)

## Dokumentarfilme
- 1975: Bugs Bunny: Superstar (Kino-Dokumentarfilm/Kompilationsfilm)
- 1989: Bugs & Daffy: The Wartime Cartoons (Dokumentarfilm/Kompilationsfilm)
- 1991: Chuck Amuck: The Movie (Kurzauftritt)
- 2000: Chuck Jones: Extremes & Inbetweens – A Life in Animation (mit Stars)

## Webtoons
Anfang der 2000er Jahre wurden auf der Looney-Tunes-Website mehrere Webtoons veröffentlicht:
- 2001: Mysterious Phenomena of the Unexplained #3, 6 und 7
- 2001: The Junkyard Run #1–3
- 2001: Toon Marooned #1–4
- 2001: Planet of the Taz #1–3
- 2002: Sports Blab #1–2
- 2002: Tech Suppork
- 2002–2003: The Royal Mallard #1, 3 und 5
- 2003: Aluminium Chef #2 (Kurzauftritt)
- 2004: Multiplex Mallard
- 2004: Parallel Porked
- 2004: Wile E. Coyote Ugly
- 2004: Yosemite Slam
- 2005: Daffy Dentist D.D.S.
- 2005: Dux’s Tux’s
- 2005: Malltown and Tazboy (Kurzauftritt)
- 2005: Maximum Tazocity
- 2005: Stunt Duck